# Гранадос, Энрике
Панталеон Энри́ке Хоакин Грана́дос Кампинья (исп. Pantaleón Enrique Joaquín Granados Campiña, или Энри́к Грана́дос-и-Кампинья (кат. Enric Granados i Campiña); 27 июля 1867, Лерида — 24 марта 1916, в проливе Ла-Манш) — испанский композитор и пианист, один из наиболее заметных деятелей испанской музыкальной культуры конца XIX — начала XX веков.

## Биография
Гранадос родился в семье военного. В 1874 году семья переехала в Барселону, где он получил первые уроки игры на фортепиано у Франсиско Хурнета и Хуана Пухоля, известного композитора и педагога, среди учеников которого были также Рикардо Виньес и Исаак Альбенис. В этот период Гранадос также изучал теорию музыки у Фелипе Педреля, активно интересовался испанским музыкальным фольклором, оказавшим впоследствии большое влияние на его композиторское творчество.
В 1887 году Гранадос при поддержке одного из местных предпринимателей смог поехать в Париж, где в течение двух лет посещал в качестве слушателя консерваторию по классу композиции Шарля Берио. Вернувшись в Барселону, он начал выступать как пианист, и в 1890 году в местном театре состоялся его первый сольный концерт. Через некоторое время Гранадос заявил о себе и как о композиторе, включив в программы своих выступлений Испанские танцы собственного сочинения. Они имели большой успех и вскоре были напечатаны, став первыми изданными работами Гранадоса.
В 1898 году появляется первое крупное произведение композитора — опера «Мария дель Кармен», которая после постановки в Мадриде приносит автору широкую известность по всей стране. Написанная на испанский сюжет и пронизанная национальным духом, она была восторженно принята публикой, а также членами королевской семьи и лично королём Альфонсом XIII. Опера была через некоторое время также поставлена в Валенсии и Барселоне, однако вскоре вышла из репертуара, так как общественность была достаточно непривычна к сочинениям в национальном духе и отдавала своё предпочтение классическим европейским операм.
На рубеже веков Гранадос увлекается каталонской культурой и пишет ряд произведений для местных театров, которые, однако, практически не были известны за пределами Каталонии. В 1900 году он основал в Барселоне Общество классических концертов, в котором иногда выступал как дирижёр, а год спустя, после того, как Общество распалось — музыкальную академию (получившую впоследствии его имя), в которой работал до конца жизни. Уделяя большое внимание вопросам музыкального преподавания, Гранадос написал ряд педагогических работ. Не прекращая концертной карьеры, в этот период он выступает с такими известными музыкантами, как Жак Тибо, Камиль Сен-Санс, Пабло Казальс (с последним его связывала крепкая дружба, ему посвящены несколько сочинений Гранадоса). В начале 1900-х Гранадос записал несколько произведений на Вельте-Миньоне.
К 1907 году имя композитора уже известно за пределами Испании: Габриэль Форе приглашает его в жюри престижного композиторского конкурса. В это же время Гранадос приступает к сочинению самого известного своего сочинения — сюиты «Гойески». Вдохновившись картинами Франсиско Гойи, которые он увидел в музее Прадо в Мадриде, композитор сочинил две тетради фортепианных пьес, первая из которых была исполнена в 1911 году в Барселоне, затем — в Париже, а весь цикл — в 1913 году в Мадриде. Сюита имела огромный успех, и Гранадос решил написать оперу, основанную на тех же музыкальных источниках. По предложению американского пианиста Эрнеста Шеллинга в качестве сюжета он выбрал произведение Фернандо Перике. Работа над оперой началась в 1913 году, премьера была намечена на 1914 год в Париже, но начавшаяся Первая мировая война помешала её осуществить. На протяжении 1914—1915 годов Гранадос дорабатывал сочинение, и 28 января 1916 года оно было впервые исполнено в Нью-Йорке. Некоторые критики приняли оперу весьма прохладно, отметив в ней недостаток сценического драматизма и плохую оркестровку. Первым из испанских композиторов, когда-либо посетивших США, Гранадос был приглашен президентом Томасом Вудро Вильсоном в Белый дом, где выступил как пианист.
Опоздав на запланированный прямой морской рейс в Испанию, Гранадос принял решение сесть на корабль, идущий в Англию, где пересел на пароход «Sussex», направлявшийся во Францию, однако 24 марта 1916 года, во время прохода по Ла-Маншу он был атакован торпедой немецкой подводной лодки. Корабль не затонул, однако от сильного удара многие из находившихся на борту (в том числе жена Гранадоса) были выброшены в воду. Гранадос прыгнул за борт, пытаясь спасти жену, и утонул.

## Творчество
Творчество Гранадоса основано на тенденциях европейского искусства своего времени, однако испытывает сильное влияние испанской и каталонской народной музыки. Многие его фортепианные сочинения написаны в духе народных танцев, причём как широко известных (например, хота), так и менее популярных (васконгада, парранда). С другой стороны, в фортепианных циклах Гранадоса («Романтические картины», «Юношеские рассказы», «Эскизы», «Часослов») заметно некоторое влияние Шумана как в гармоническом языке, так и в заявленной программности пьес.
Сюита «Гойески» — самое известное сочинение Гранадоса — попытка объединить стилистические приёмы, использовавшиеся композитором в своих произведениях. Интересной чертой этих пьес является широкое употребление мелизмов в духе Доменико Скарлатти. В них Гранадос использует как настоящие народные мелодии, так и сочинённые самостоятельно их имитации. Некоторые из этих пьес изобилуют приёмами, похожими по звучанию на гитарные, благодаря чему они получили популярность в переложении для этого инструмента.
Важное место в творчестве Гранадоса занимают произведения для музыкального театра. Из одиннадцати работ этого жанра четыре могут считаться настоящими операми, остальные содержат обширные разговорные фрагменты и приближаются по духу к сарсуэлам или обыкновенным театральным постановкам.
Перу Гранадоса также принадлежат камерно-инструментальные и оркестровые сочинения, вокальные циклы («Собрание тонадилий, написанных в старинном стиле», «Любовные песни», Концертное аллегро для фортепиано) и др. Многие произведения композитора были найдены и исполнены спустя много лет после его смерти. Ряд своих планов Гранадос не успел осуществить, некоторые рукописи утеряны.